# Christos Marmarellis
Christos Marmarellis (griechisch Χρήστος Μαρμαρέλλης, * 17. Oktober 2003) ist ein griechischer Skirennläufer.

## Karriere
Marmarellis gab sein internationales Renndebüt am 16. Dezember 2018 bei einem Juniorenrennen in Jahorina. Sein erstes internationales Großereignis bestritt er etwas mehr als ein Jahr später an der gleichen Stelle. Beim Europäischen Olympischen Winter-Jugendfestival belegte er im Riesenslalom Platz 65.
Im März 2019 wurde er griechischer Vizemeister im Slalom. 2020 nahm Marmarellis an den Olympischen Jugend-Winterspielen in Lausanne teil, wo er als bestes Ergebnis Rang 33 im Slalom erreichte.
Seine ersten Weltmeisterschaften bestritt Marmarellis 2021 in Cortina d’Ampezzo. Dort konnte er sich jedoch nicht für das Hauptrennen qualifizieren. 2022 wurde er erstmals griechischer Meister im Riesenslalom.
Sein bestes Ergebnis bei seinem internationalen Großereignis erzielte er bei den Weltmeisterschaften 2025 in Saalbach mit Rang 80 im Riesenslalom.
Abgesehen von internationalen Großereignissen startete Marmarellis hauptsächlich bei FIS-Rennen in Südeuropa.

## Erfolge

### Weltmeisterschaften
- Cortina d’Ampezzo 2021: DNQ Riesenslalom
- Saalbach 2025: 80. Riesenslalom, DNQ Slalom

### Juniorenweltmeisterschaften
- Val di Fassa 2019: 55. Alpine Kombination, 70. Super-G, 70. Riesenslalom
- Bansko 2021: 49. Super-G, DNF Riesenslalom, DNF Slalom
- Panorama 2022: 48. Alpine Kombination, 78. Super-G, DNF Riesenslalom, DNF Slalom

### Olympische Jugend-Winterspiele
- Lausanne 2020: 33. Slalom, 35. Riesenslalom, 52. Super-G, DNF Alpine Kombination

### Europäisches Olympisches Winter-Jugendfestival
- Sarajevo 2019: 65. Riesenslalom, DNF Slalom

### Weitere Erfolge
- Griechischer Meister im Riesenslalom (2022)
- Griechischer Vizemeister im Slalom (2019)
- Bronze bei den griechischen Meisterschaften im Slalom (2023)
- Bronze bei den griechischen Meisterschaften im Riesenslalom (2023 & 2024)